# Seisachtheia
Seisachtheia (em grego:  σεισάχθεια, do σείειν seiein, mexer, e ἄχθος achthos, dívida, i.e. perdão das dívidas) foi um conjunto de leis instituídas pelo legislador ateniense Sólon (c. 638–558 a.C.) a fim de corrigir a generalização da servidão e escravidão que se alastrara em Atenas no século VI a.C., por conta de dívida contraída.

## Dívida na sociedade ateniense
Sob o status jurídico preexistente, de acordo com o relato da Constituição dos atenienses atribuída a Aristóteles, os devedores incapazes de quitar suas dívidas com os seus credores arrendariam às suas terras deles, então, se tornando hektemoroi, ou seja, servos que cultivam as terras que costumavam ser suas próprias terras, ficando com apenas um sexto da produção, destinando o resto aos seus credores.

## Reformas da Seisachtheia
As leis seisachtheia imediatamente cancelaram todas as dívidas contraídas, retroativamente emancipando todos os escravos que tiveram suas dívidas como causa de sua condição.  As leis limitaram o tamanho máximo de propriedade para prevenir excessiva acumulação de terras por famílias poderosas.